# Jeremy Collier
Pour les articles homonymes, voir Collier (homonymie).
Jeremy Collier (né en 1650 dans le comté de Cambridge - mort en 1726), évêque anglais de la Restauration anglaise. 

## Biographie
Il est ecclésiastique, mais ardent non-conformiste. Il s'oppose de toutes ses forces à la révolution de 1688. Il est un fervent partisan du roi Jacques II d'Angleterre, renonce à ses fonctions et refuse de prêter serment d'allégeance à Guillaume III et Marie après la Glorieuse Révolution.
Outre des pamphlets de circonstance, on a de lui :
- des Essais de morale, 1697 ;
- Short View of the Immorality and Profaneness of the English Stage (Coup d'œil sur l'immoralité du théâtre anglais), 1698. Dans l'histoire du théâtre britannique, Collier est resté célèbre pour ses attaques cinglantes contre les comédies des années 1690. Dans cet ouvrage, l'évêque s'en prend principalement aux pièces de William Congreve et de John Vanbrugh. ;
- une Histoire ecclésiastique d'Angleterre, 1708 ;
- The great historical, geographical, genealogical and poetical dictionary (2 volumes, 1701-05), qui est essentiellement une  traduction du Grand Dictionnaire Historique de Moréri ;
- un traité paradoxal, Clavis universalis, 1713, où il combat l'existence du monde extérieur.

## Source partielle
- Marie-Nicolas Bouillet  et Alexis Chassang (dir.), « Jeremy Collier » dans Dictionnaire universel d’histoire et de géographie, 1878 (lire sur Wikisource)